# 1219
1219 (MCCXIX) var ett normalår som började en tisdag i den julianska kalendern.

## Händelser

### April
- 7 april – Vid ärkebiskop Valerius död kommer den svenska ärkebiskopsstolen kommer att stå tom i fem år.

### Augusti
- 7 augusti – Johan Sverkersson kröns till svensk kung. Den danske kungen Valdemar Sejr protesterar hos påven mot kröningen på grund av att den döde Erik Knutsson har en minderårig son med hans syster Rikissa.

### Okänt datum
- Snorre Sturlasson besöker västgötalagmannen Eskil Magnusson och får bland annat veta att varje landsdel har sin lag och att det finns en lagman över varje lagsaga.
- Påven Honorius III uppmanar svenskarna att skicka dugliga personer till Paris för teologiska studier.
- Den danske kungen Valdemar Sejr erövrar Estland, ditkallad av Albert av Riga.
- Albert av Riga erövrar Semgallen.

## Födda
- Kristofer I, kung av Danmark 1252–1259.

## Avlidna
- 7 april – Valerius, svensk ärkebiskop 1207–1219.
- Minamoto no Sanetomo, japansk shogun.
- Jolanda av Konstantinopel, latinsk regent.